# Basilique Saint-Dimitri de Thessalonique
Pour les articles homonymes, voir Hagios Demetrios.
La basilique Saint-Dimitri (en grec moderne : Άγιος Δημήτριος / Áyos Dhimítrios) de Thessalonique est une église dédiée à saint Dimitri, patron de Thessalonique. Construite dans un style byzantin au VIIe siècle sur l’emplacement d’une première église datant du IVe siècle, elle est l’une des plus grandes églises de Grèce et un des sanctuaires les plus importants de l’Église orthodoxe grecque. Depuis 1988, elle fait partie du patrimoine mondial de l’UNESCO au titre des monuments paléochrétiens et byzantins de Thessalonique.

## Historique

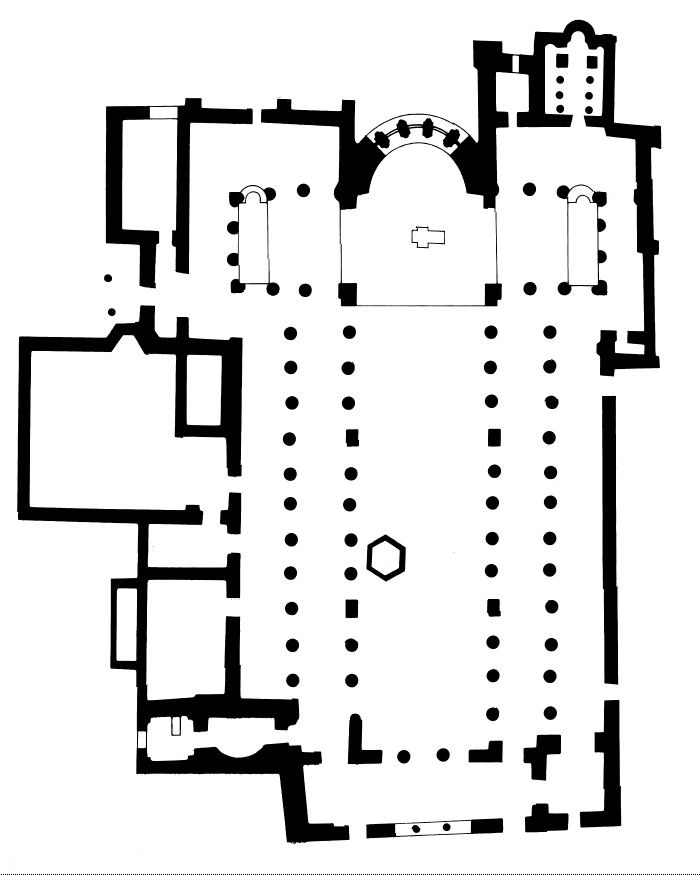
Plan de la basilique Saint-Dimitri.

Fondée en 315 av. J.-C., Thessalonique, capitale provinciale et ville portuaire, fut l'un des premiers foyers de diffusion du christianisme. Né dans les années 270 dans une famille aristocratique chrétienne, Démétrios s’engagea dans l'armée romaine où il contribua à propager le christianisme dans la région de Thessalonique dont il avait été fait proconsul. En 306, pendant la dernière grande persécution de Dioclétien contre les chrétiens, Démétrios aurait été dénoncé comme fauteur de troubles par des soldats romains ; il fut condamné à lutter dans l'arène contre un gladiateur plus robuste que lui. Vint alors avec lui un jeune garçon nommé Nestor, frêle et courageux, qui d'un geste ôta la vie à ce géant. Dépité, Galère, le tétrarque responsable de cette partie de l’empire, fit mettre à mort l'enfant. Puis les soldats romains se dirigèrent vers les thermes romains où Démétrios était enfermé et le transpercèrent de leurs lances. Son corps fut ensuite jeté dans un puits qui se trouvait à cet endroit, mais les chrétiens vinrent prendre les restes et les enterrèrent.
Sur les ruines de ces bains une première église fut construite au IVe siècle. Par la suite, un certain Leontius, éparque (gouverneur) de l’Illyrie, remplaça ce petit oratoire par une église beaucoup plus grande à trois vaisseaux. Détruite à plusieurs reprises lors d’incendies, l’église fut reconstruite entre 629 et 634 sous la forme d’une basilique à cinq vaisseaux, telle qu’on la connait aujourd’hui. C’est pendant les travaux de reconstruction que l’on aurait retrouvé une urne contenant les restes de saint Démétrios dont s’échappait une huile à forte odeur de myrrhe ; à de nombreuses reprises, on aurait tenté de transférer ces reliques à Constantinople, mais toujours sans succès, le saint manifestant ainsi son intention de demeurer à Thessalonique dont il était le protecteur.
Pendant l’occupation ottomane de 1493 à 1912, l’église fut transformée en mosquée et fut connue sous le nom de Kasimiye Camii. Lorsque la Grèce obtint son indépendance des Turcs en 1912, l’église Saint-Dimitri retourna au culte orthodoxe. Mais en 1917, un grand incendie qui fit rage à travers la ville détruisit le toit et une partie de l’église. Les travaux de restauration commencèrent peu après et permirent de retrouver le naos et la crypte. Ils durent cependant être interrompus durant la guerre de 1938 à 1946. Les travaux reprirent par la suite, de même que d’importantes fouilles, et l’église put être rouverte pour le culte en 1949. Les artefacts trouvés pendant les travaux de rénovation peuvent maintenant être vus dans la crypte.

## Architecture

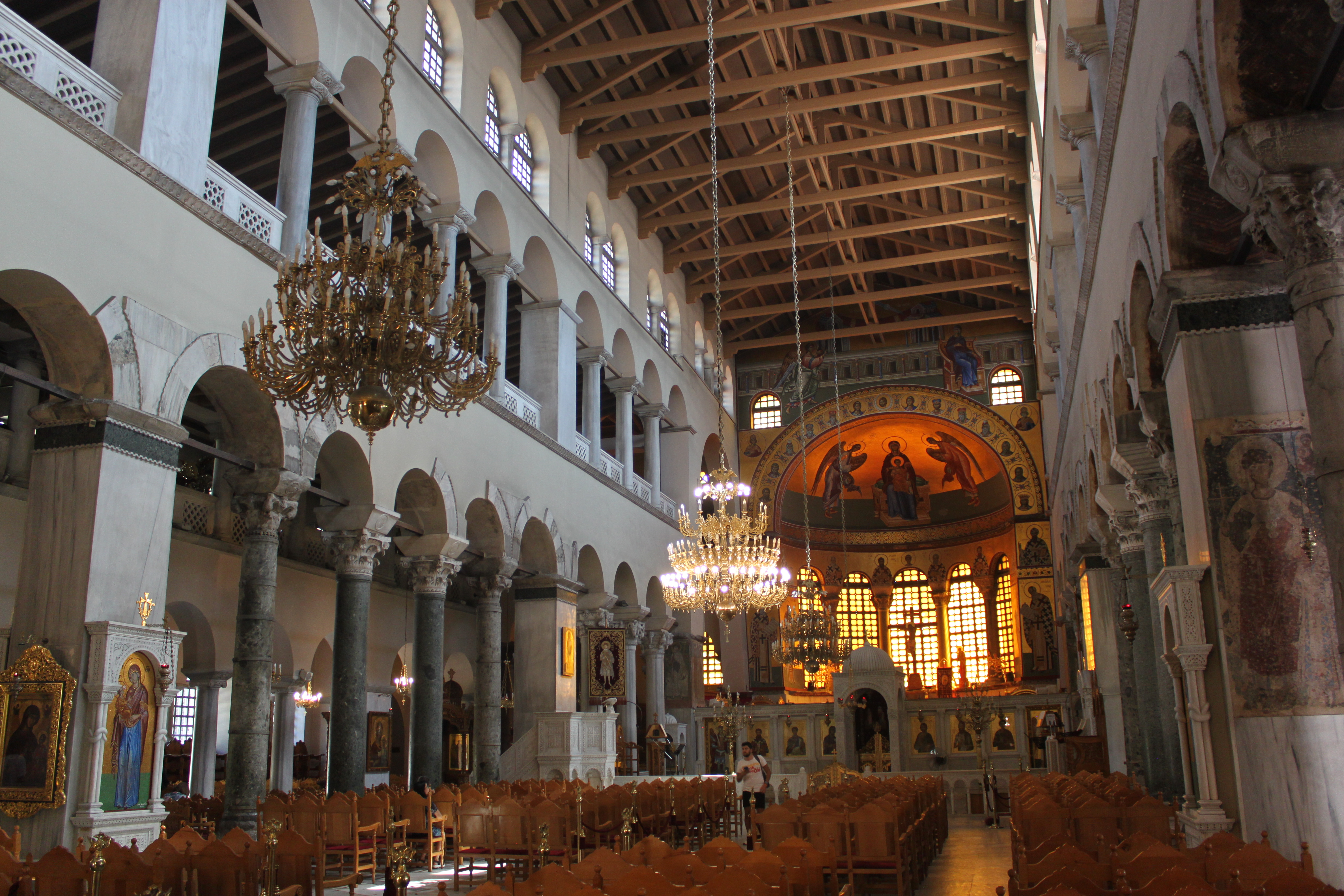
La nef avec les galeries latérales et les rangées de fenêtres.

L’église est construite selon un plan basilical avec un toit plat. Elle mesure 53,58 mètres de long et 33 mètres de large et est recouverte d’un toit en bois. Les vaisseaux latéraux supportent des galeries fermées par de petits arcs reposant sur des colonnes, elles-mêmes soutenues par de grands arcs reposant sur des piliers au rez-de-chaussée, le tout surmonté de fenêtres. Elle comporte également un transept à trois travées, un narthex étroit et une triple entrée (trivelum). Les chapiteaux proviennent en grande partie d’autres édifices.

### La crypte
L’église est bâtie sur l’emplacement d’un ancien bain romain où saint Démétrios fut emprisonné et finalement exécuté. Avec le temps, le niveau du sol s’est progressivement élevé, si bien que ces restes archéologiques forment aujourd’hui une crypte qui fut remplie de terre pendant la période ottomane. Elle ne fut redécouverte que lorsque, à la suite de l’incendie de 1917, le plancher de l’ancienne église s’effondra. La fontaine de ce bain avait été convertie en source d’eau bénite et entourée de bassins où les fidèles recueillaient le « myron » (myrrhe ou huile parfumée) produite par les reliques du saint.
Restaurée par les services archéologiques, la crypte a été ouverte au public en 1988 et présente aujourd’hui une exposition de sculptures, de chapiteaux et d’objets liturgiques. La première salle est consacrée aux sculptures de l’église originelle ainsi qu’à ses piliers et chapiteaux à quatre feuilles d’acanthe. Dans la deuxième salle où se trouve la chapelle du saint, figurent des inscriptions relatives à l’histoire de l’église ainsi que des sculptures de la période du moyen Empire byzantin. La troisième salle renferme des photographies, plans et copies des travaux de restauration de l’église après l’incendie de 1917. La quatrième salle présente des sculptures provenant de l’église qui fut bâtie au VIIe siècle après la destruction de la chapelle originelle. La salle cinq renferme la chaire de l’église du Ve siècle. Enfin, les salles six et sept contiennent des sculptures du Ve siècle et des sculptures et poteries du XIIIe siècle au XVe siècle.
C’est dans cette[Laquelle ?] salle que l’on retrouve les restes de l’antique « ciborium » construit pour contenir à l'origine l’icône du saint et plus tard son sarcophage. En 1143, l’empereur Manuel Comnène fit transférer l’icône du saint dans l’église du Christ Pantocrator de Constantinople. Ce ciborium était hexagonal et fait de bois et d’argent. Une inscription indique que le donateur du ciborium était Théodore, évêque de Thessalonique au XIIIe siècle.

### Chapelle d’Euthyme le Grand
La chapelle à trois nefs de saint Euthyme le Grand sur le côté droit du transept sud fut construite en 1302/1303 par Michel Glabas Tarchaniotès et son épouse Maria Palaiologina. Les fresques encore existantes, de même que celles du Protaton du mont Athos exécutées par le célèbre peintre Manuel Panselinos (début du XIVe siècle) et celles du monastère de la Periblebtos de Mistra, peintes vers 1350-1375, sont considérées comme particulièrement représentatives de l’école macédonienne de l’ère des Paléologues.

### Mosaïques

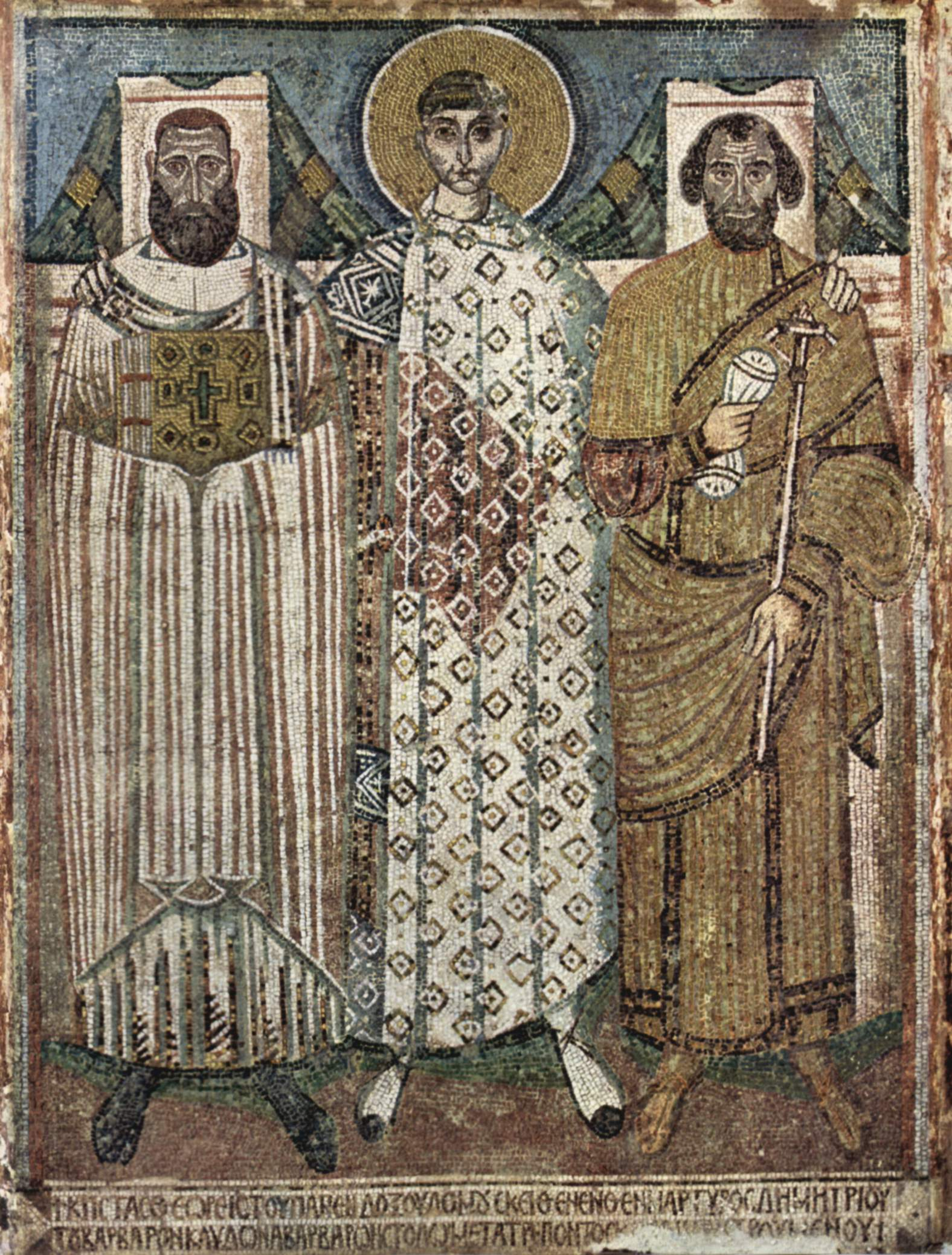
Mosaïque représentant saint Dimitri avec l’évêque et le gouverneur de Thessalonique (VI-VII)

L’église est renommée pour les six mosaïques qui proviennent de la période s’étendant entre la reconstruction et la période iconoclaste. Après avoir été recouvertes d’enduit pendant la période ottomane, elles furent restaurées entre 1917 et 1949, et à nouveau en 1998. Elles représentent Démétrios en compagnie des responsables de la restauration de l’église, appelés les « fondateurs », ainsi qu’avec des enfants. Elles sont particulièrement intéressantes, non seulement par la vie qui s’en dégage, mais également en raison des vêtements portés par les personnages qui sont une source d’information sur les costumes et les couleurs des vêtements portés par les hauts fonctionnaires de l’époque. Elles constituent deux des rares exemples de la période sombre qui suivit la mort de Justinien. Une inscription sous l’une des images indique qu’elles ont été produites pour remercier le ciel d’avoir délivré Thessalonique d’un raid des Slaves païens en 612.
Les autres mosaïques qui couvraient l’intérieur de l’église furent perdues, soit pendant la période où l’église fut transformée en mosquée, soit durant le grand incendie de 1917.

### Sarcophage Renaissance
Le sarcophage de marbre de Loukas Spantounis, datant de 1481, est représentatif de l’art vénitien de la Renaissance, une période pendant laquelle, en dépit de l’occupation ottomane, Thessalonique, ville portuaire et multiculturelle, fut influencée par Venise. C’est l’un des rares sarcophages de la période Renaissance que l’on trouve en Grèce.

### Reliquaire de saint Dimitri

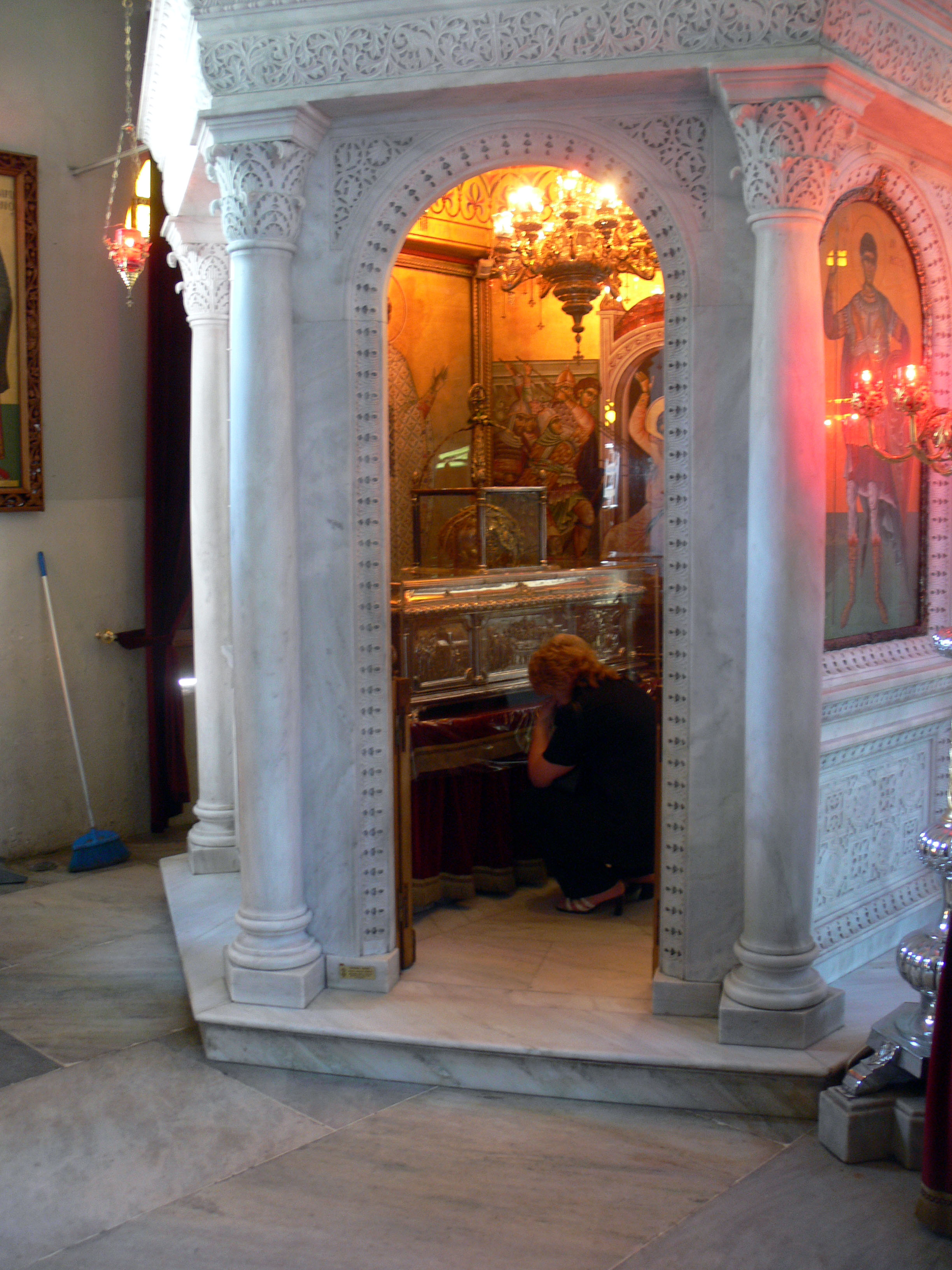
Reliquaire de saint Dimitri

Dans la partie ouest de l’église, on peut voir dans un ciborium le reliquaire d’argent massif contenant le crâne de saint Dimitri. Il semble que le culte de ce saint soit venu de Sirmium lorsque Thessalonique remplaça cette ville comme principale base militaire de la région en 441/442 apr. J.-C. Il est peu probable que, trois siècles après sa mort, on ait conservé des reliques de saint Dimitri. Toutefois, un premier ciborium vide (chose rare) fut construit dans l’église originelle. Ce n’est que par la suite que les restes du saint firent leur apparition à Thessalonique, mais l’évêque d’alors, du nom de Jean, qui compila le premier récit de ses miracles vers 610, mit en doute l’authenticité de ces reliques. Cependant, des croyants furent persuadés de leur authenticité après que les restes eurent commencé à émettre un liquide à forte odeur de myrrhe. Ceci fit donner au saint l’épithète de Myrovlētēs (en grec : Μυροβλήτης, « celui dont émane la myrrhe »).

## Galerie

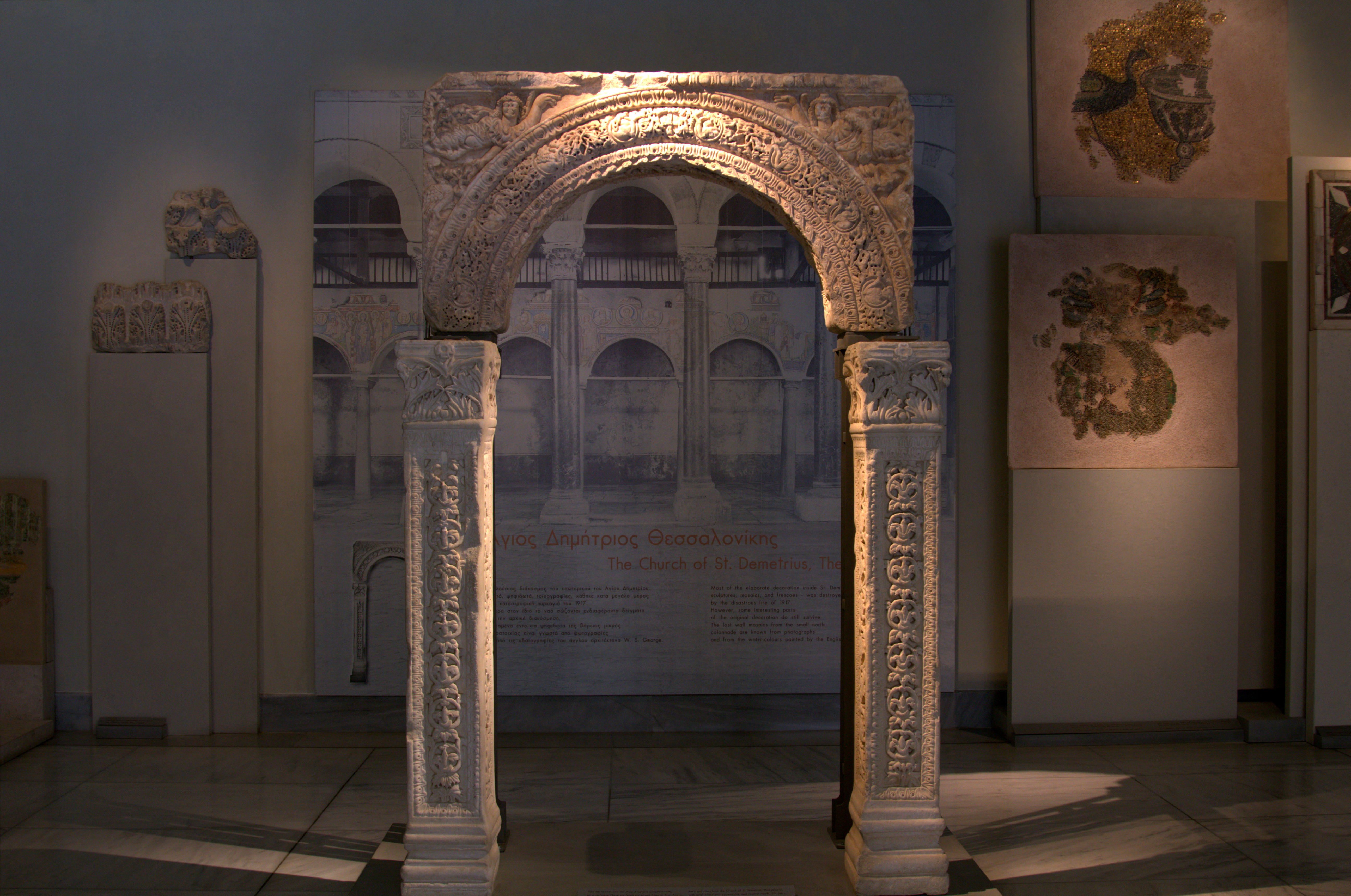
Arcature et piliers de l’église Saint-Dimitri (Thessalonique) avec, en relief, Nikes accompagné de motifs végétaux et animaliers, Ve siècle-VIe siècle.
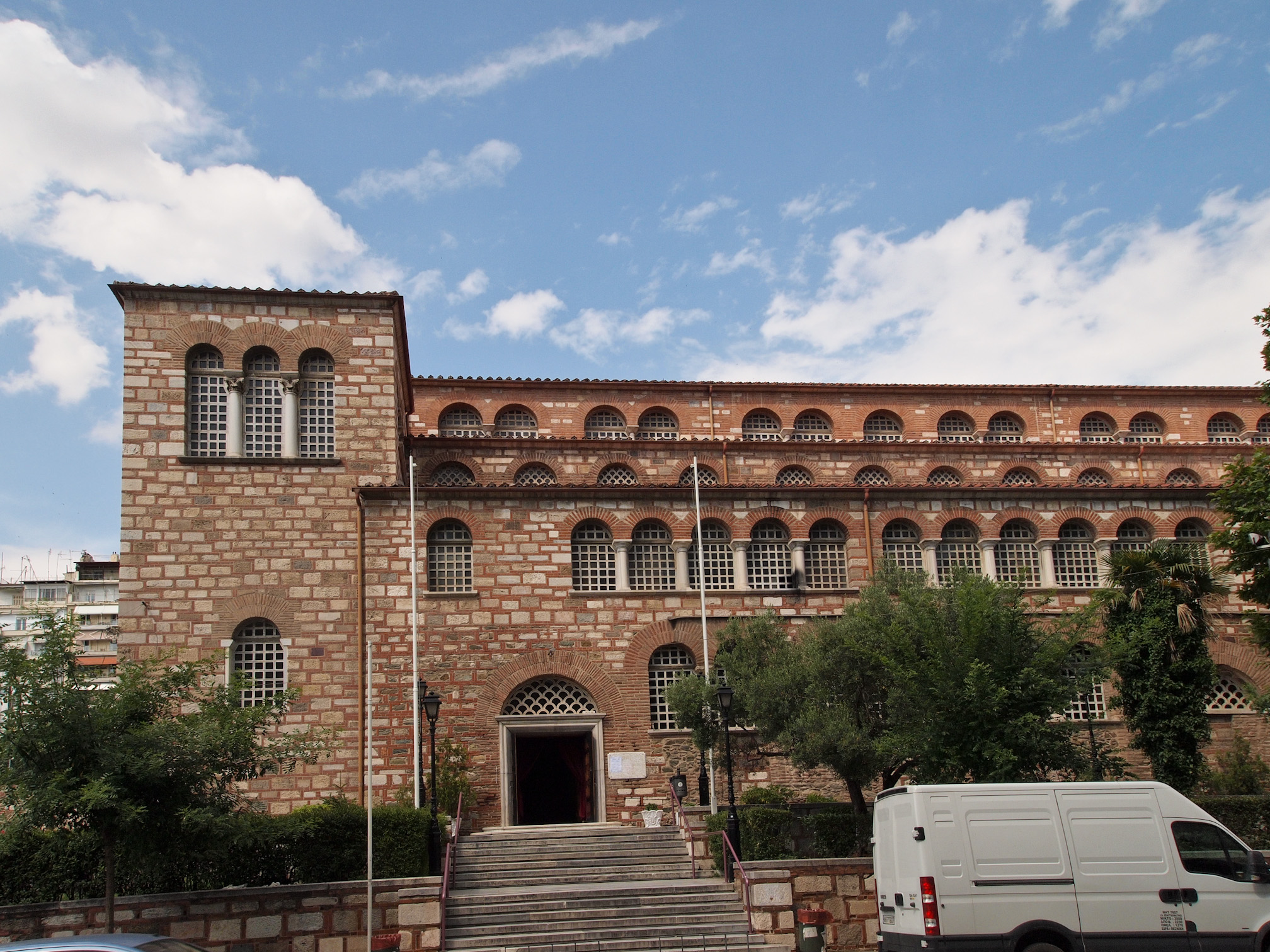
Vue arrière
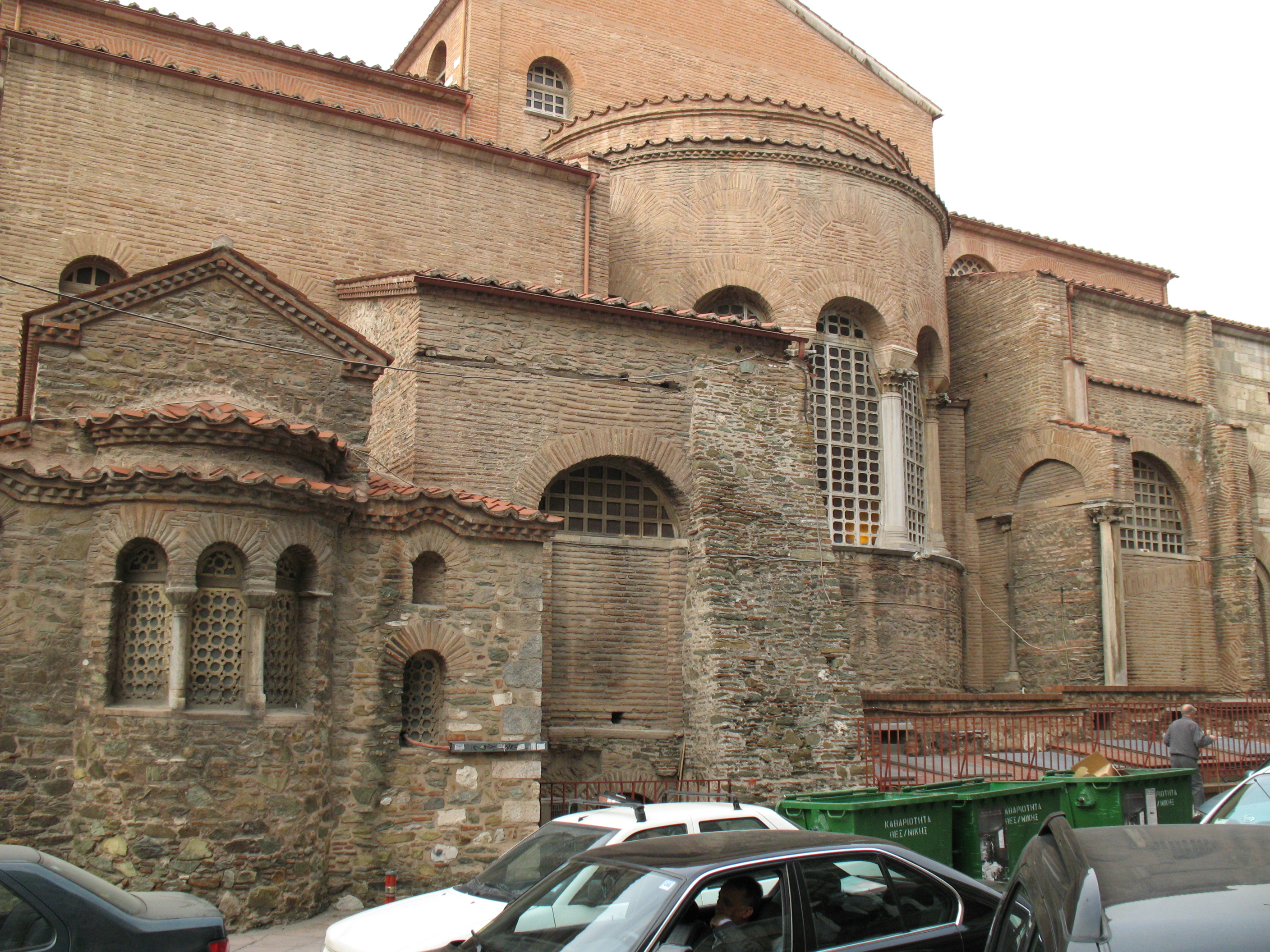
Vue rapprochée
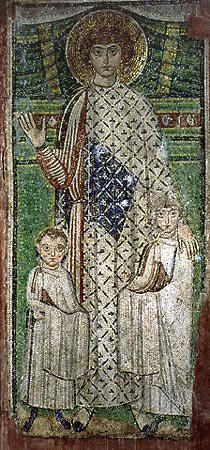
Saint George (anciennement identifié comme Saint Dimitri) avec des enfants, l’une des rares mosaïques ayant échappé à la destruction des iconoclastes
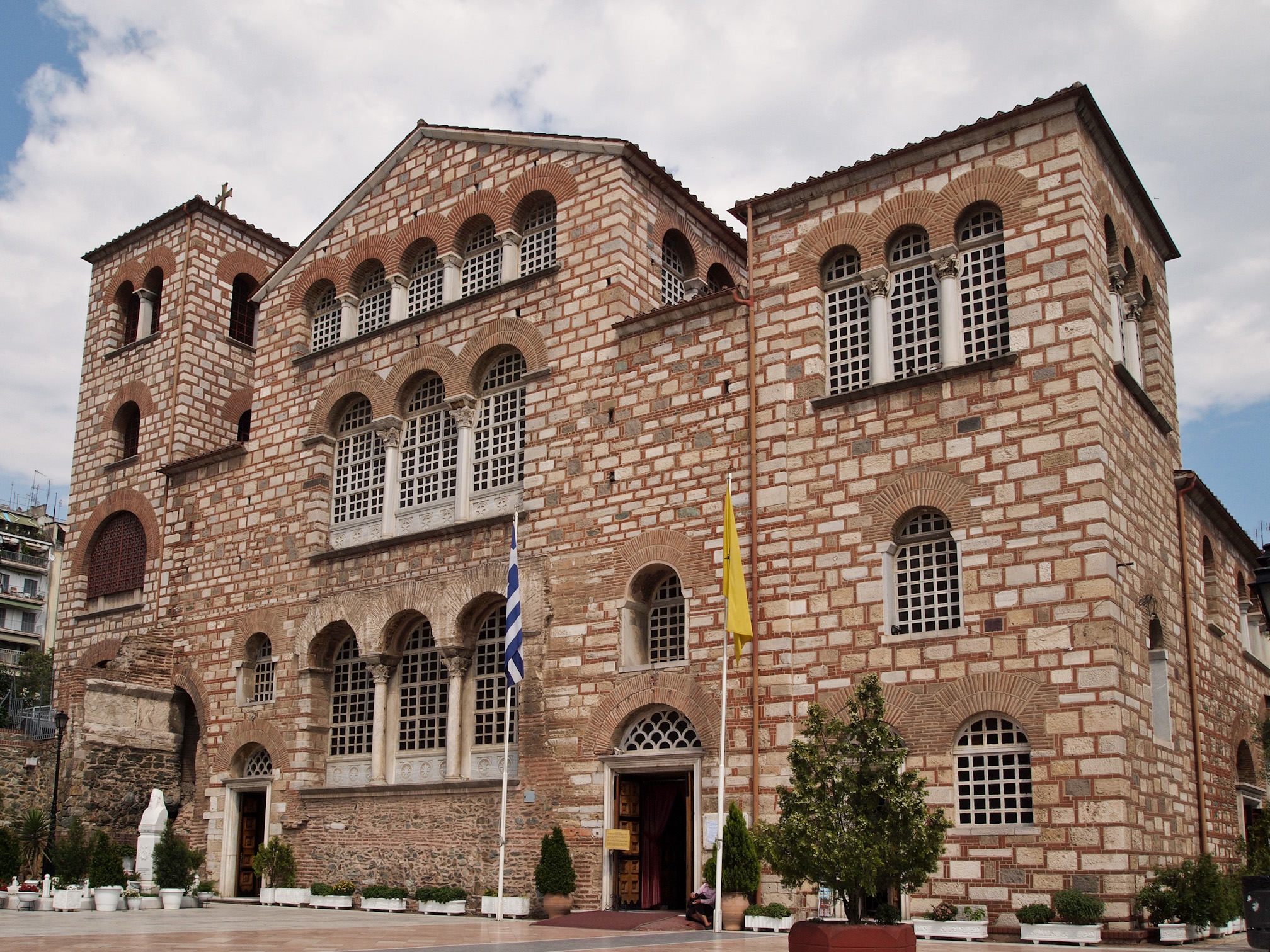
Façade
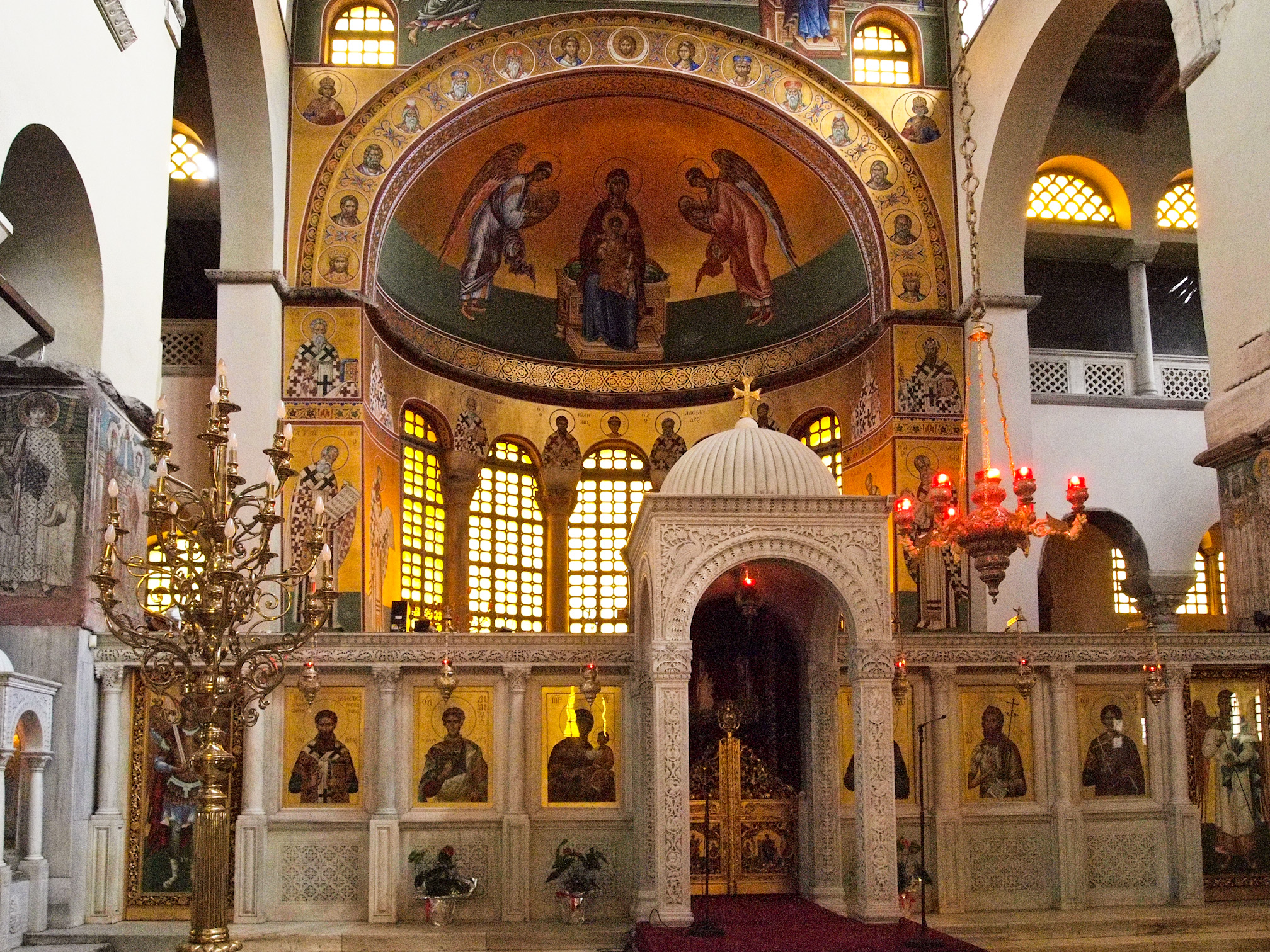
Vue de l’intérieur
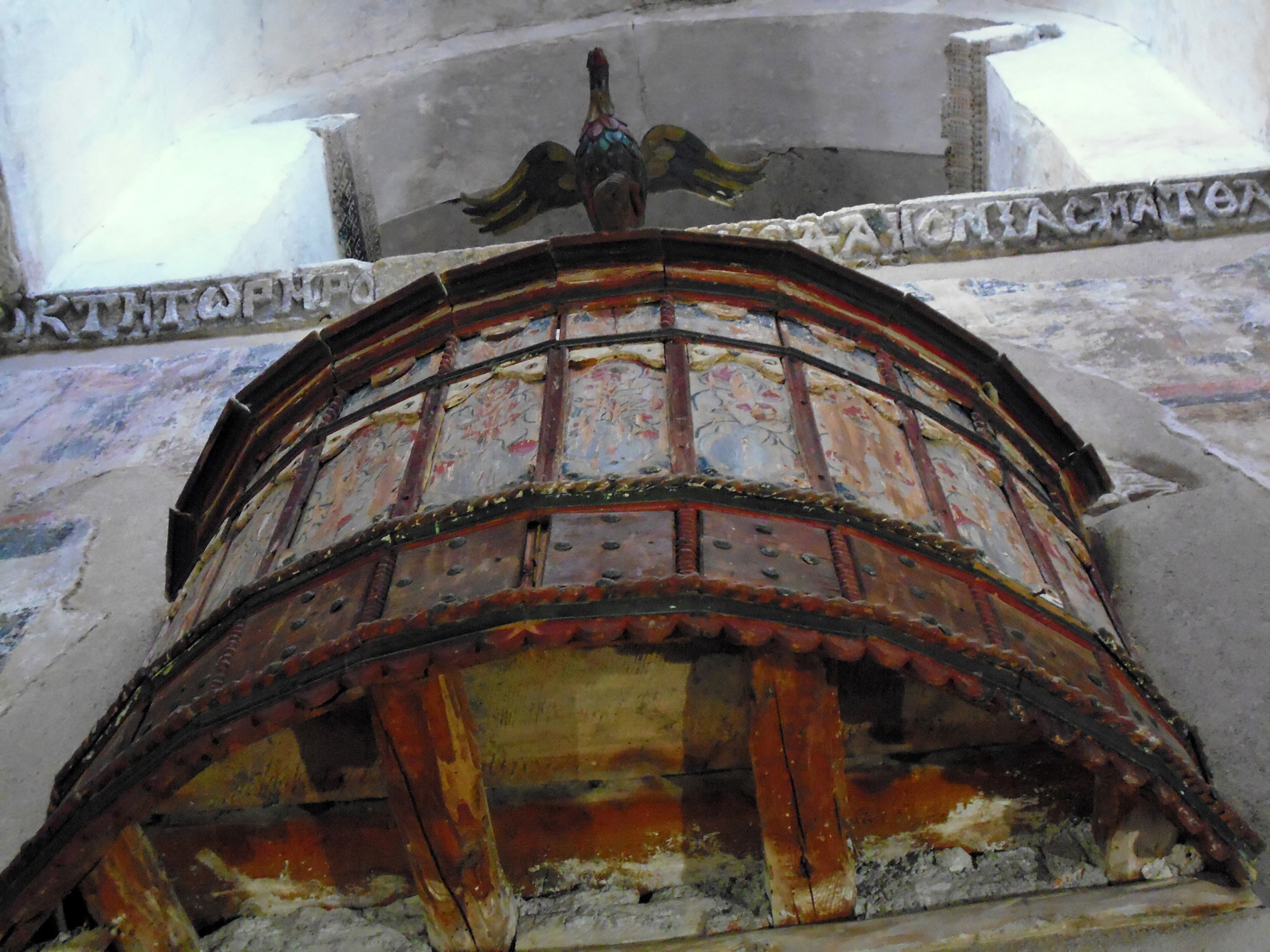
Chaire
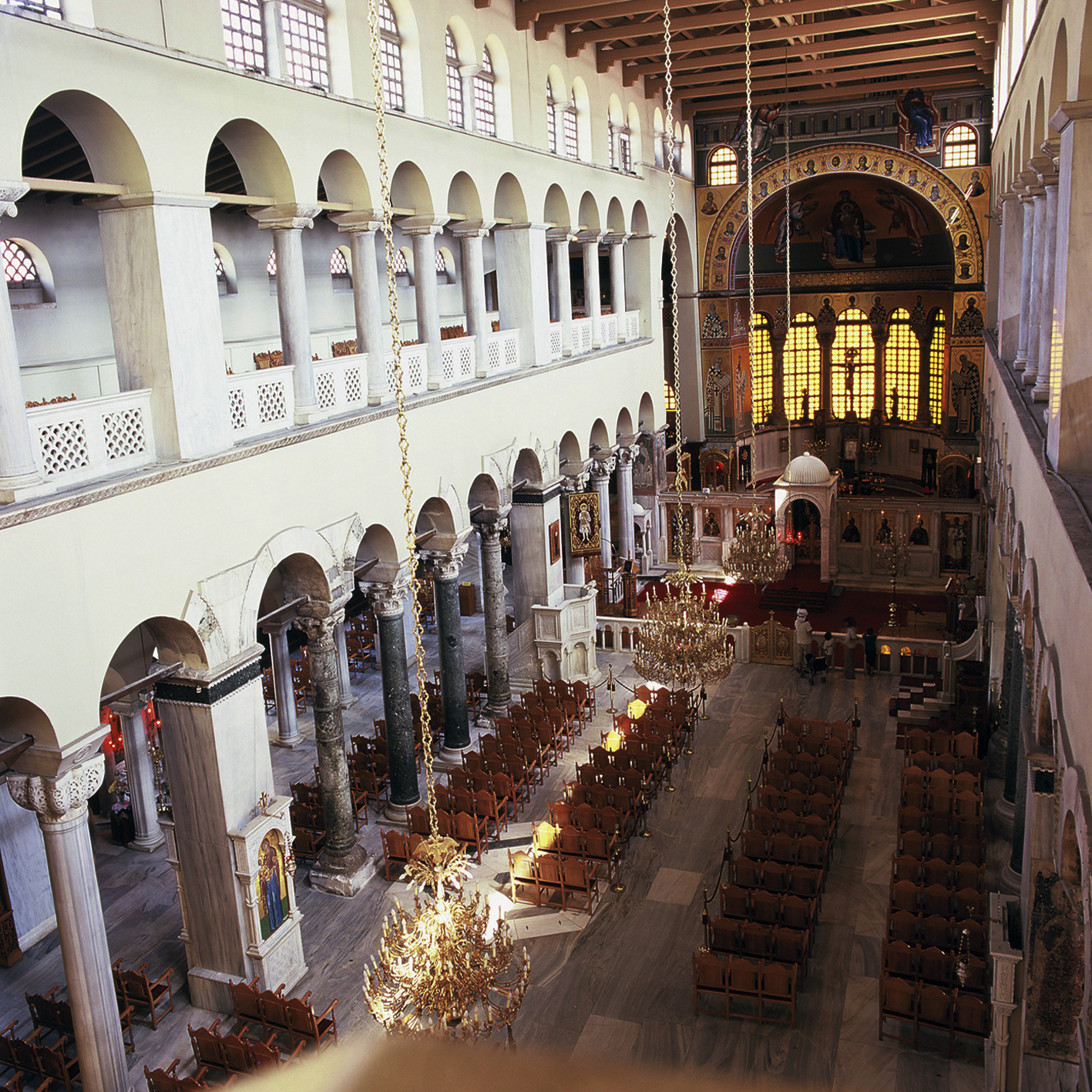
Vue de côté
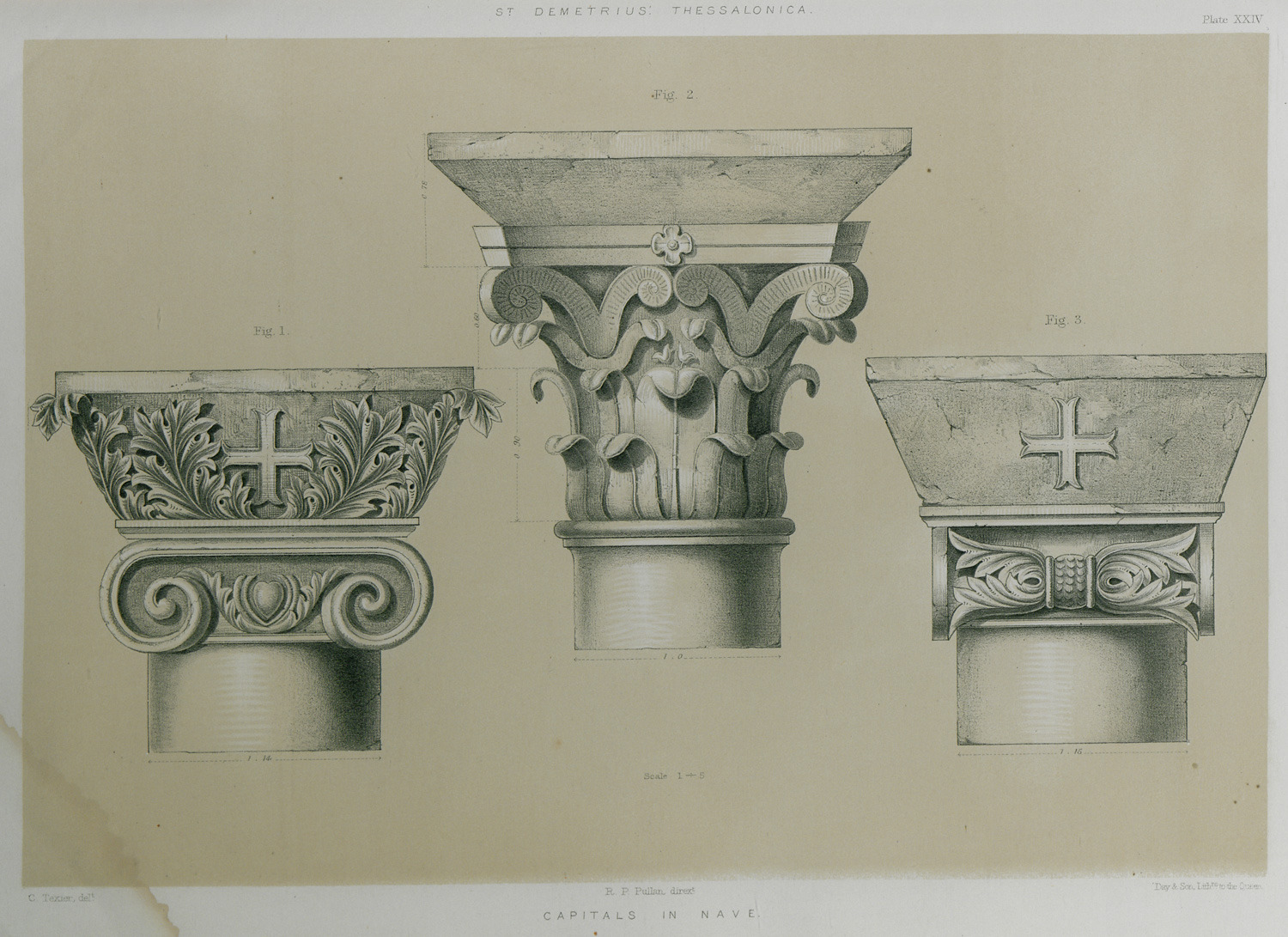
Chapiteaux de la nef
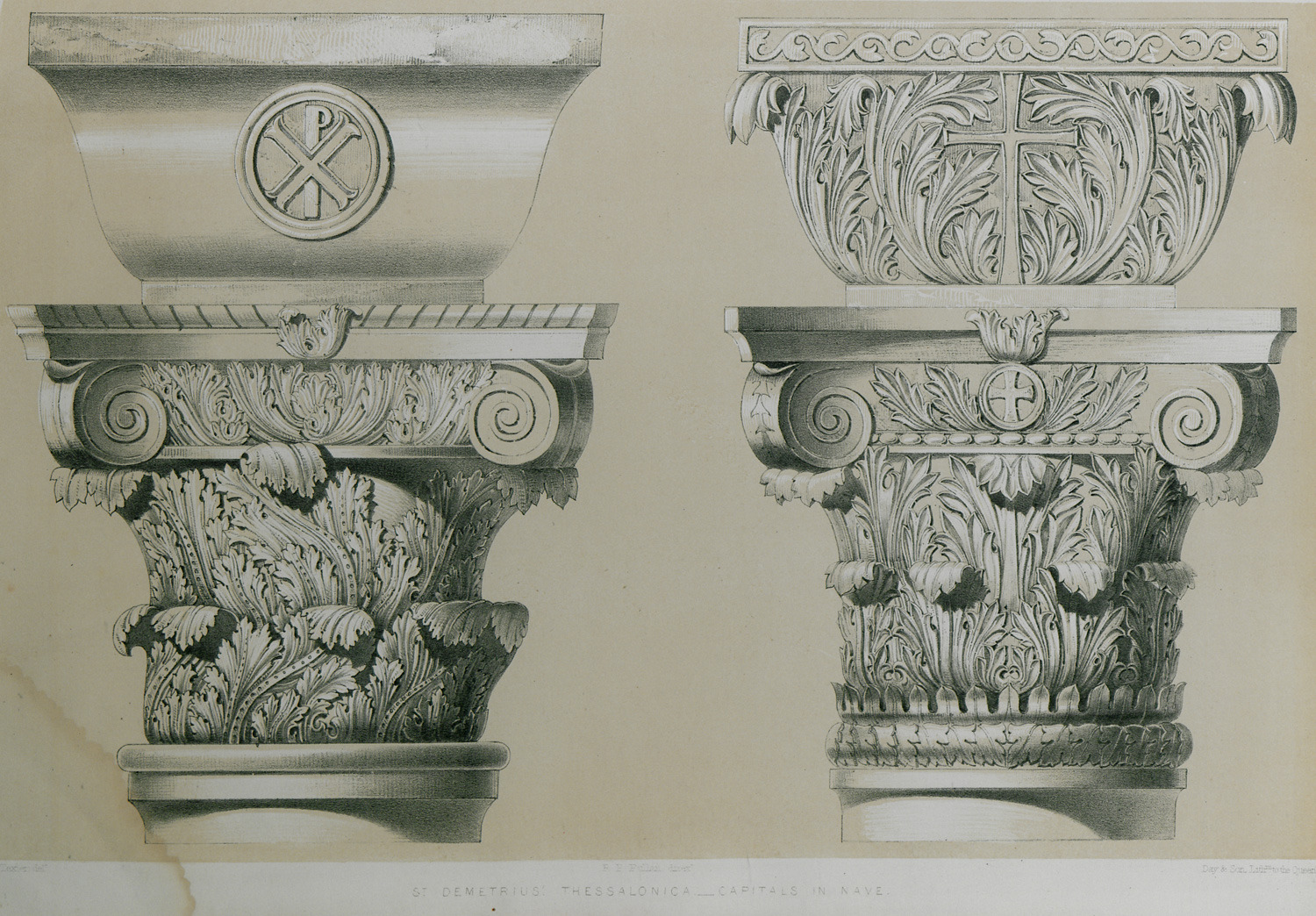
Chapiteaux de la nef
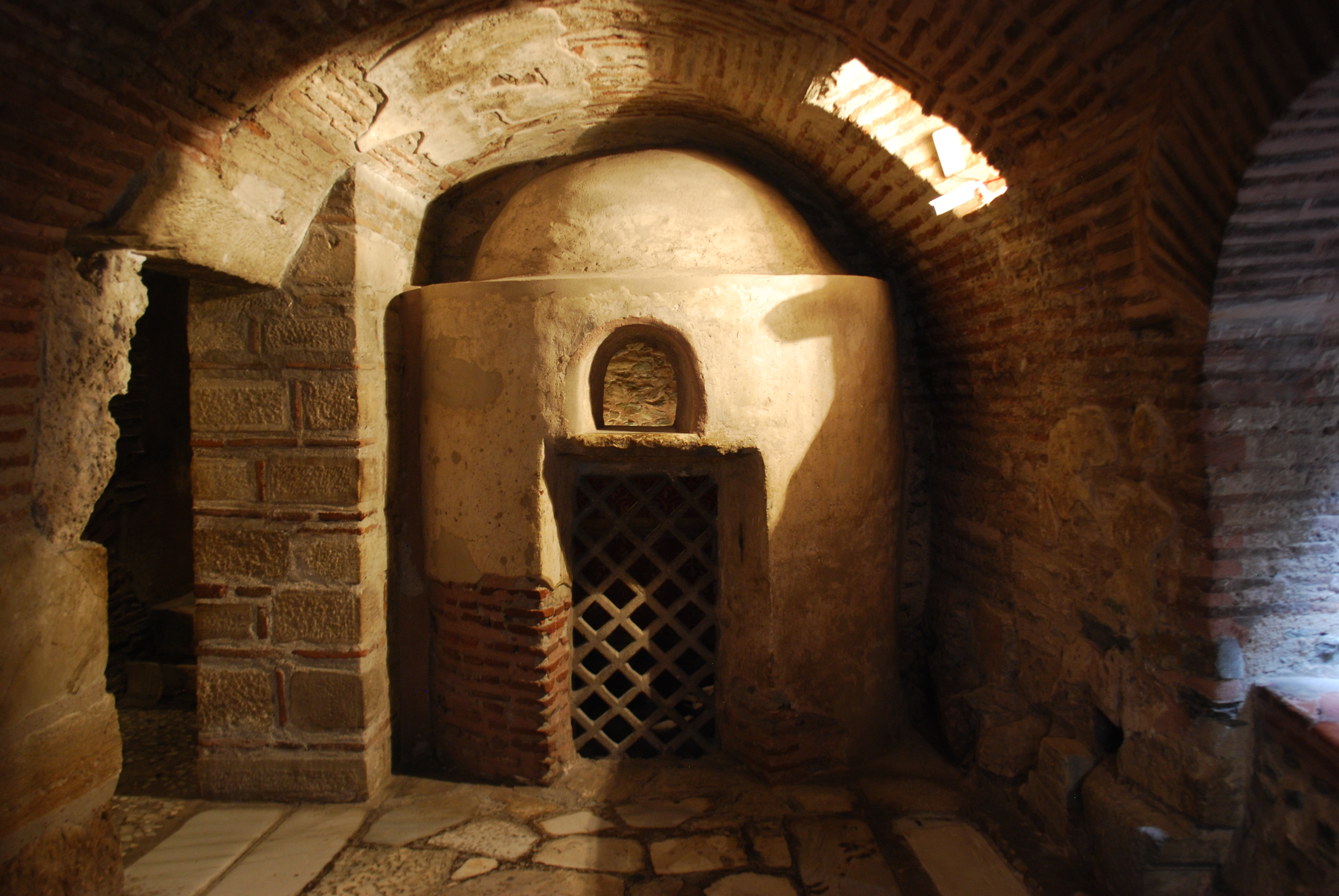
Structure
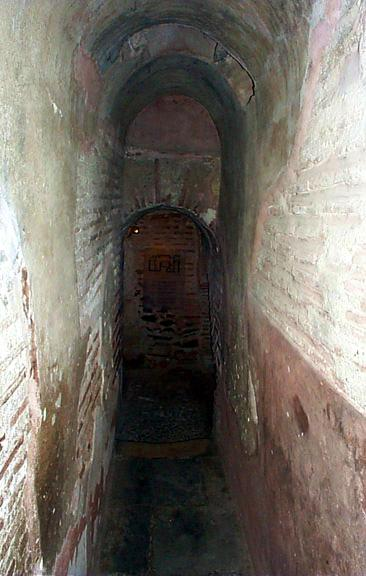
Entrée de la crypte
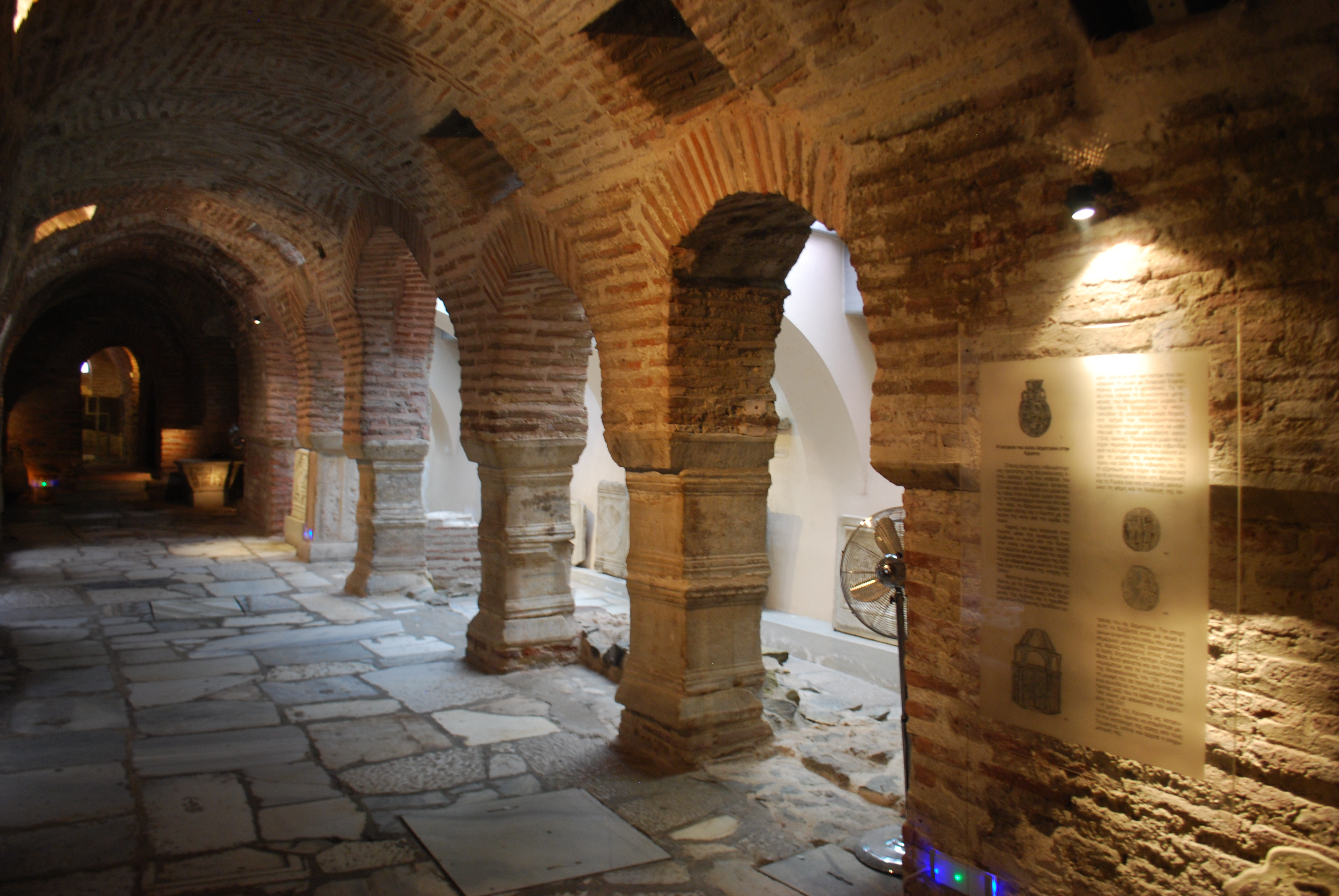
Intérieur
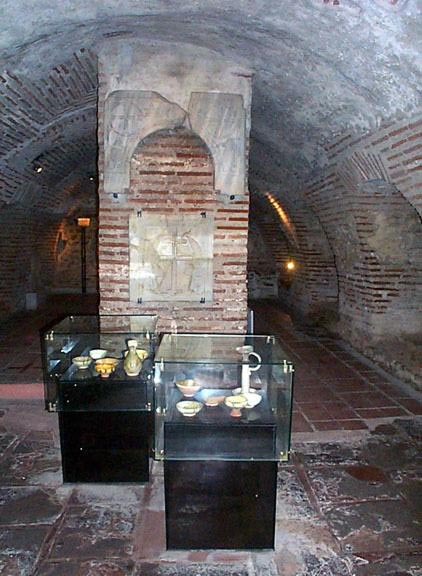
Restes du ciborium original
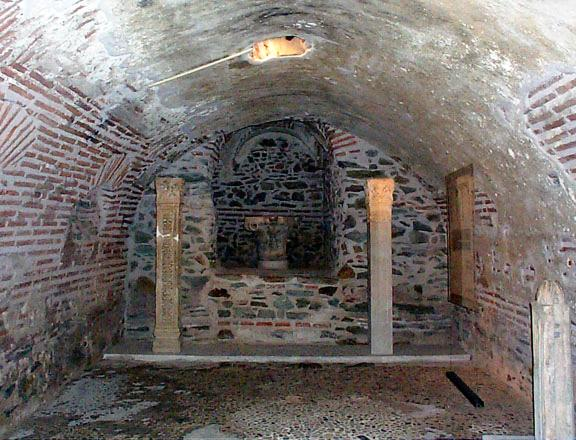
Sculptures de l’église du Ve siècle et des colonnes avec décoration en relief.
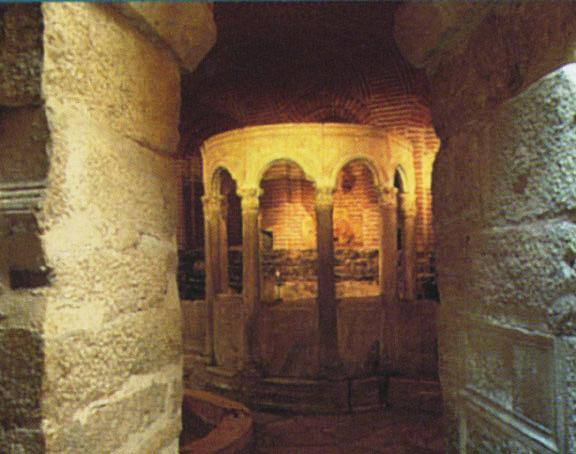
La fontaine
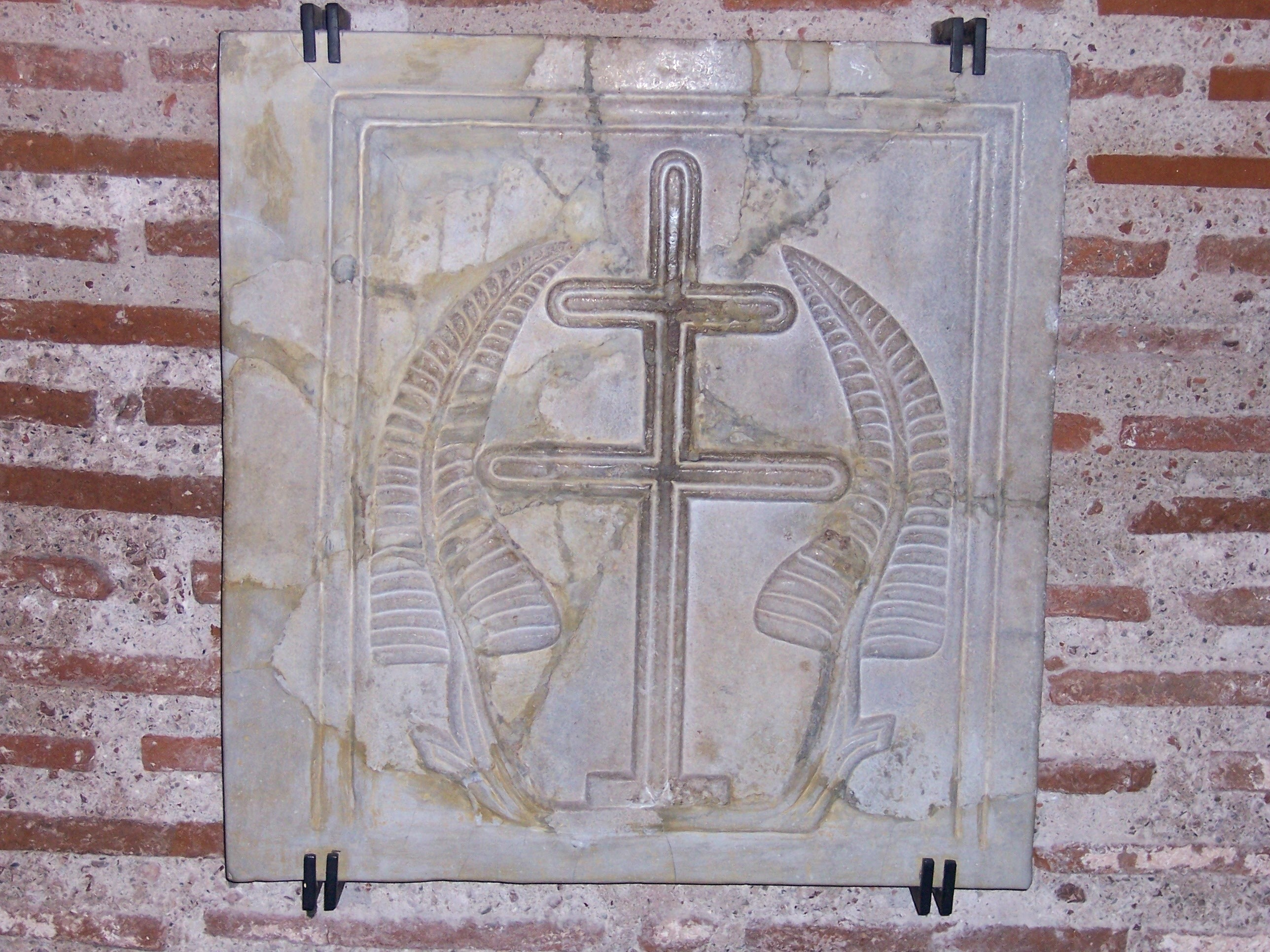
Croix orthodoxe dans le marbre
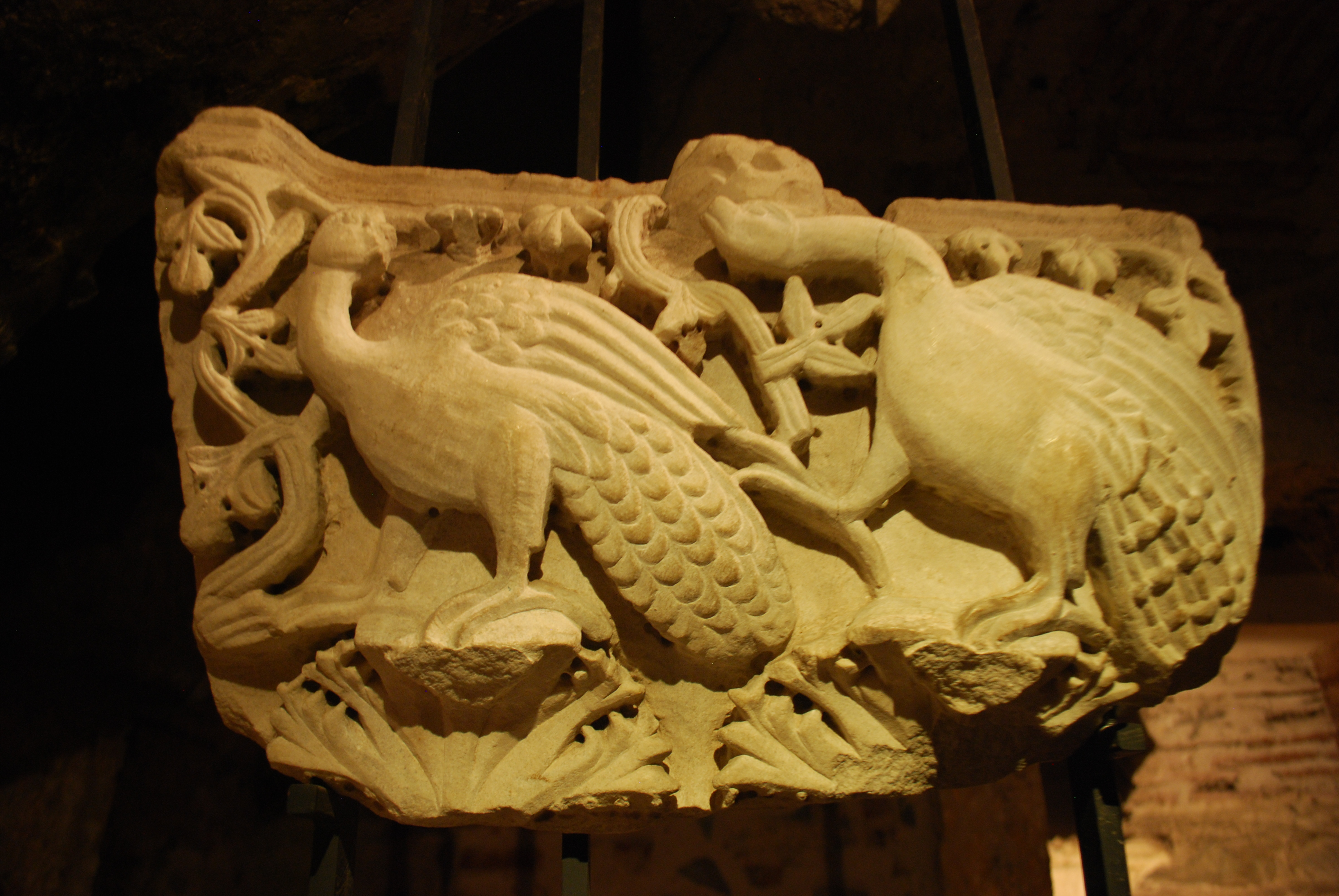
Décoration de marbre avec oiseaux
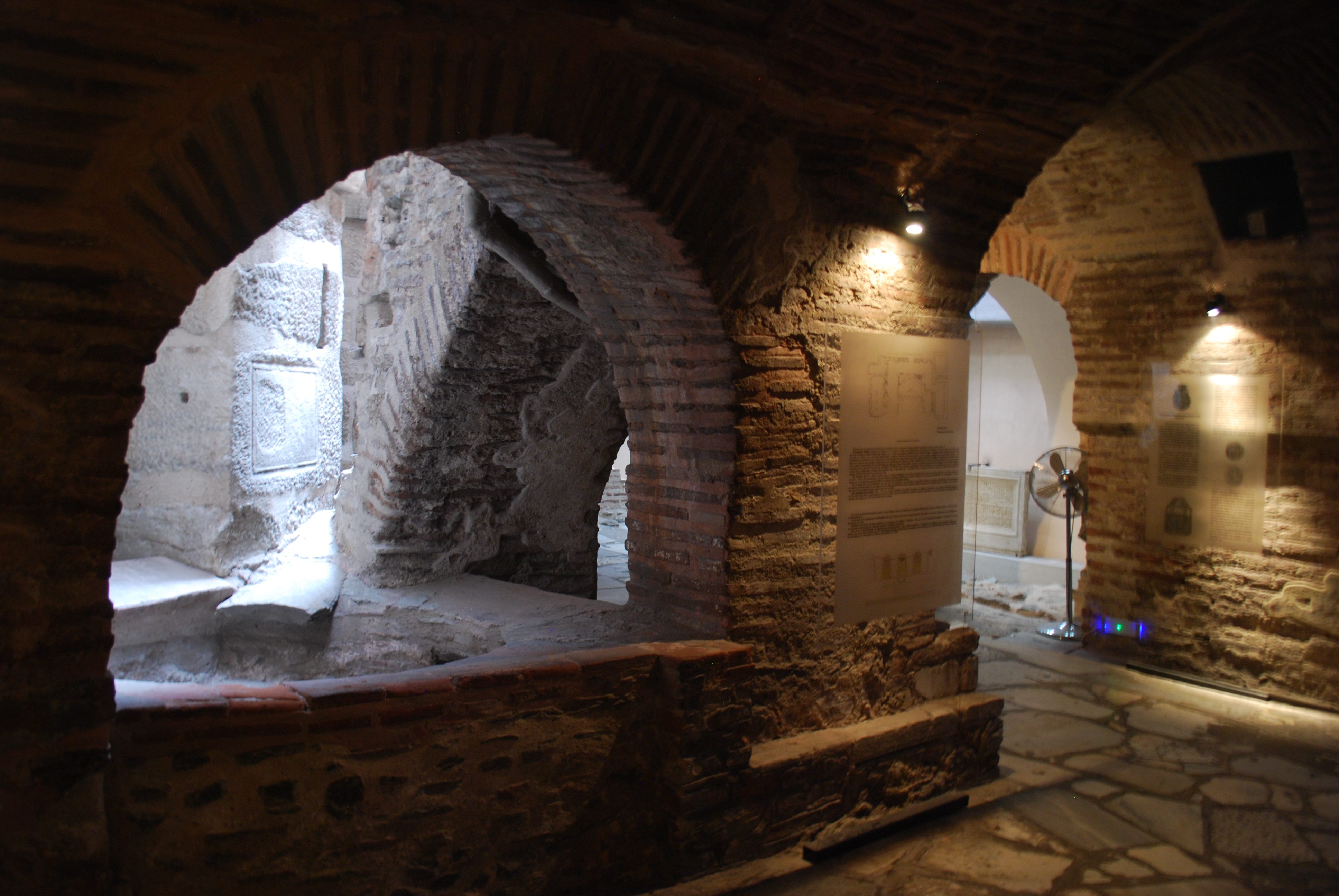
Intérieur

### Note
1. ↑  Voir par exemple les épitres de saint Paul aux Thessaloniciens
2. ↑  Genre de dais ou de baldaquin destiné à protéger et mettre en valeur un autel, un reliquaire ou, spécifiquement, l'armoire où est déposé le ciboire.